# Истру, Богдан Спиридонович
Богда́н Спиридо́нович И́стру (рум. Bogdan Istru; настоящее имя и фамилия Ион Бэдэрэу (рум. Ion Bădărău); 1914 — 1993) — советский и молдавский поэт. Народный писатель Молдавской ССР (1982).

## Биография
Родился в бессарабском селе Пиструены (ныне Теленештский район Молдавии).
В 1931 году окончил высшее педагогическое училище в Яссах.
Дебютировал стихотворениями в 1932 году, а уже через четыре года в Кишинёве вышел первый поэтический сборник «Заклинание» (рум. Blestem, 1937), затем там же — «Смерть орла» (рум. Moartea vulturului, 1938).
Сборники стихов и поэм: «Голос Родины» (1946), «В авангарде» (1951), «От берега к берегу» (1958), «Аллея мира» (1953), «Избранные стихи» (1964), «Тысячи голосов» (1971), «Татарбунар» (1974) и других.
Главной темой творчества Богдана Истру после образования Молдавской ССР стала жизнь колхозников и жителей села, образы Великой Отечественной войны и социалистического строительства (о Волго-Донском канале). Вместе с Ливиу Деляну перевёл на молдавский язык Гимн СССР. Писал также рассказы.
Удостоен государственной премии Молдавской ССР за поэму «Татарбунар» о Татарбунарском восстании 1924 года (1976). Член-корреспондент Академии наук Молдавии (1984).

## Награды
- орден Ленина (1971)
- орден Отечественной войны II степени (11.03.1985)
- орден Трудового Красного Знамени (08.06.1960)
- орден Дружбы народов (12.04.1984)
- 2 ордена «Знак Почёта» (21.04.1964; 18.04.1974)
- медали
- Государственная премия Молдавской ССР (1976) — за поэму «Татарбунар»

## Сборники
- Поэмы. Кишинёв, 1959.
- В добрый час. Москва, 1959.
- Стихи. Москва, 1964.
- Версурь (стихи). Кишинёв, 1966.
- Pasarea albastra. Кишинёв, 1991.